# Sorrentohalvøen
Sorrentohalvøen er en halvø i det sydlige Italien mellem Napolibugten i nord og Salernobugten mod syd. Halvøen er opkaldt efter byen Sorrento, som ligger på nordkysten ved Napolibugten. Amalfikysten er en del af sydsiden. Øen Capri ligger lige vest for spidsen af halvøen i Det Tyrrhenske Hav. Hele området er en vigtig turistdestination.